# Meunière

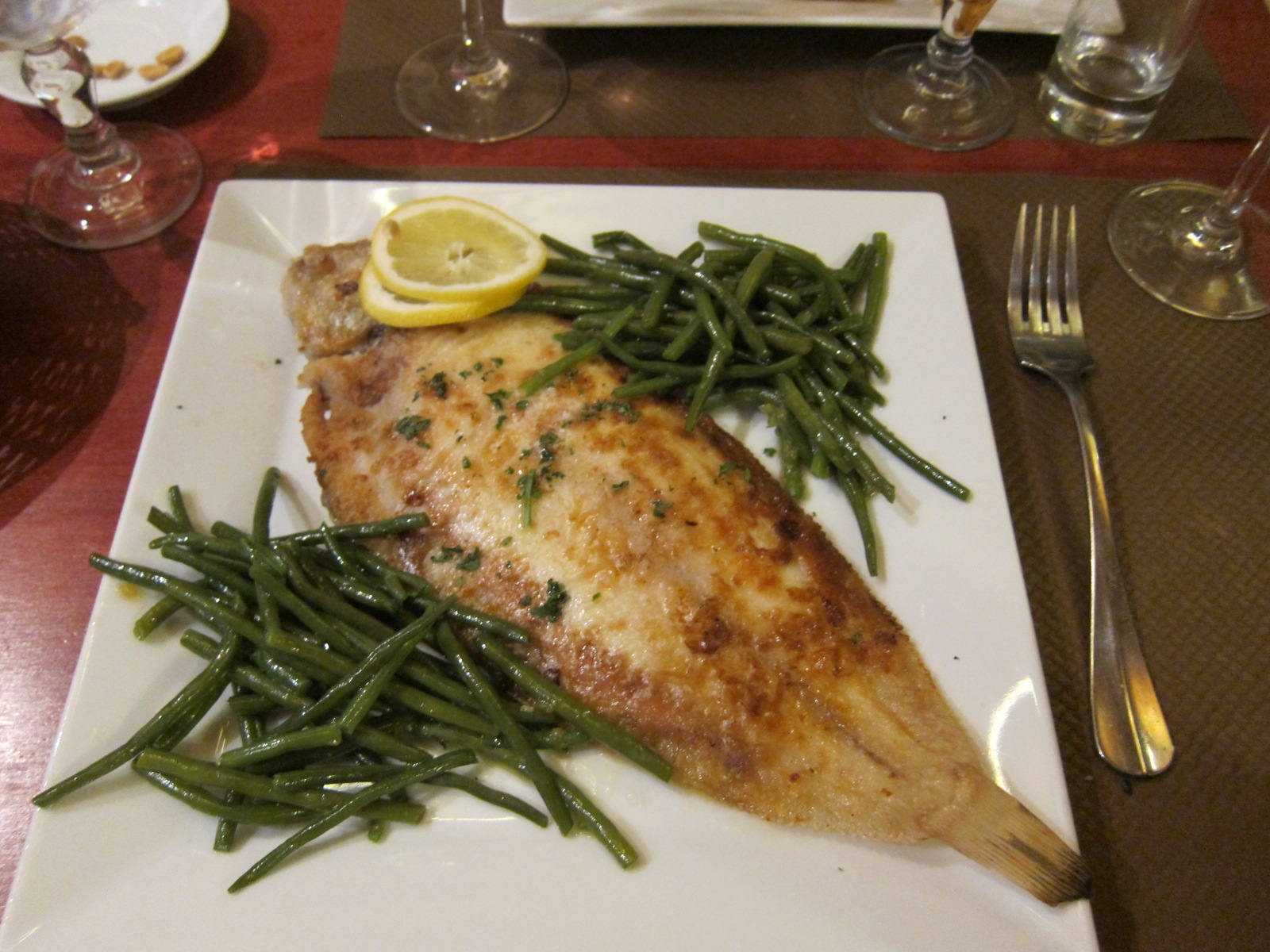
Sole meunière

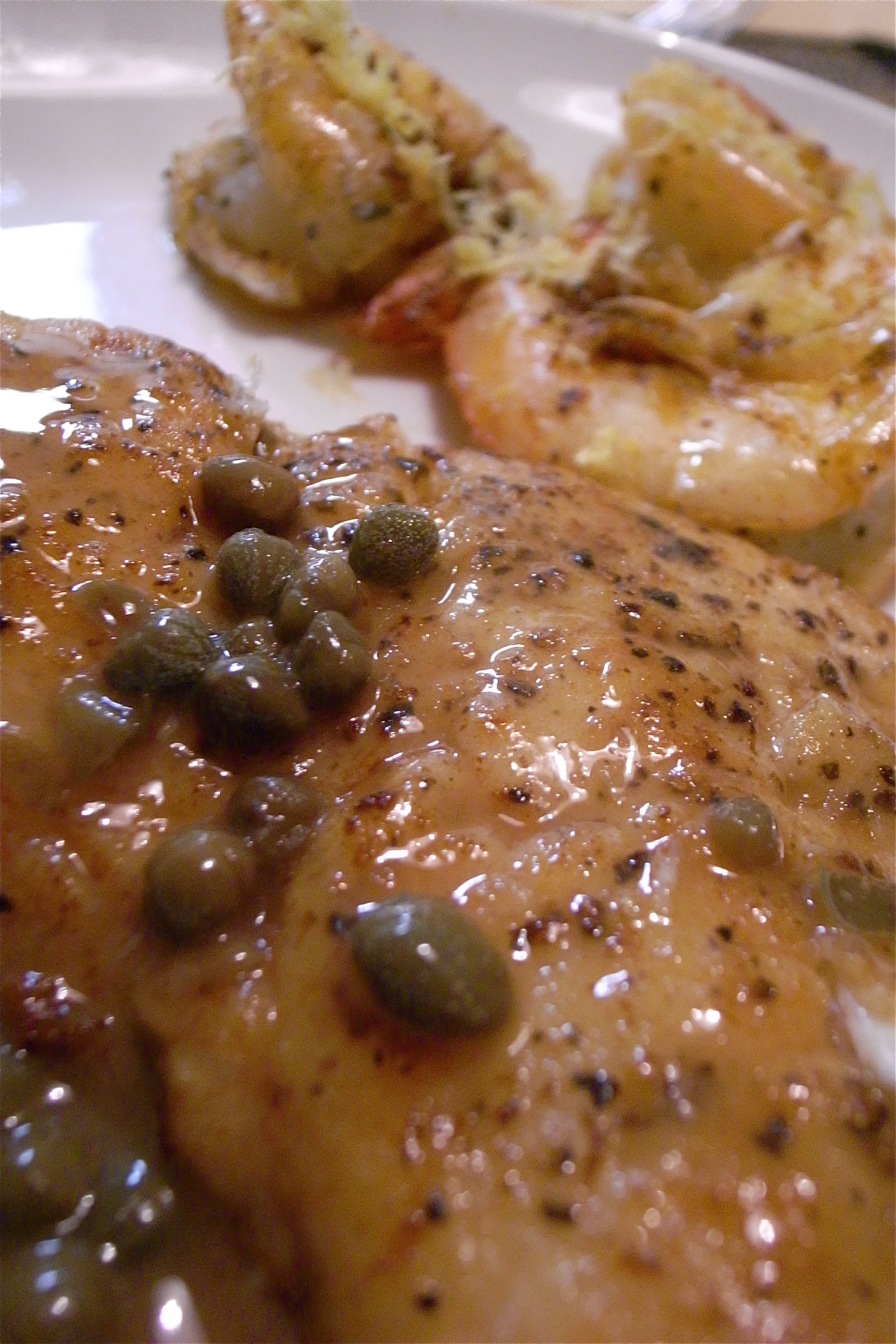
Sole meunière Picatta met kappertjes en garnalen

Meunière is een kooktechniek, vooral van vis. De naam, Frans voor 'de vrouw van de molenaar', refereert aan het gebruik van bloem voor de vis en de saus. Iets à la meunière koken doe je dan ook door het voor het bakken te wentelen in bloem. De meunièresaus is een simpele bereiding van bruine boter, gehakte peterselie en citroen. De naam verwijst naar het eenvoudige rustieke karakter.

## Bereiding
Er zijn twee manieren om de vis te bereiden (vooral zeetong of forel). Eén is door het bakken: het wentelen van de vis in witte of maisbloem en het vervolgens te bakken in een hete pan met een kleine hoeveelheid geklaarde boter. De andere methode is het frituren van de bebloemde vis. Dit kan zowel in een pan met een laag olie of een combinatie van olie en boter als in een frituurpan.
De bebloemde vis wordt volledig ondergedompeld in de hete olie. Het resultaat is een knapperige textuur, maar de saus zal wel apart gemaakt moeten worden. Bij de eerste methode heeft de vis een zachtere huid, maar biedt wel de mogelijkheid om de saus a la minute te bereiden nadat de vis uit de pan is gehaald door het toevoegen van verse boter, peterselie en citroen.
Meunièresaus is een variatie op een bruine botersaus. Hoewel er een algemene afspraak is om peterselie en citroen toe te voegen, voegen sommige chefs ook andere ingrediënten toe zoals worcestersaus, rode wijnazijn of rundvleesbouillon.